# Bertie Urvater

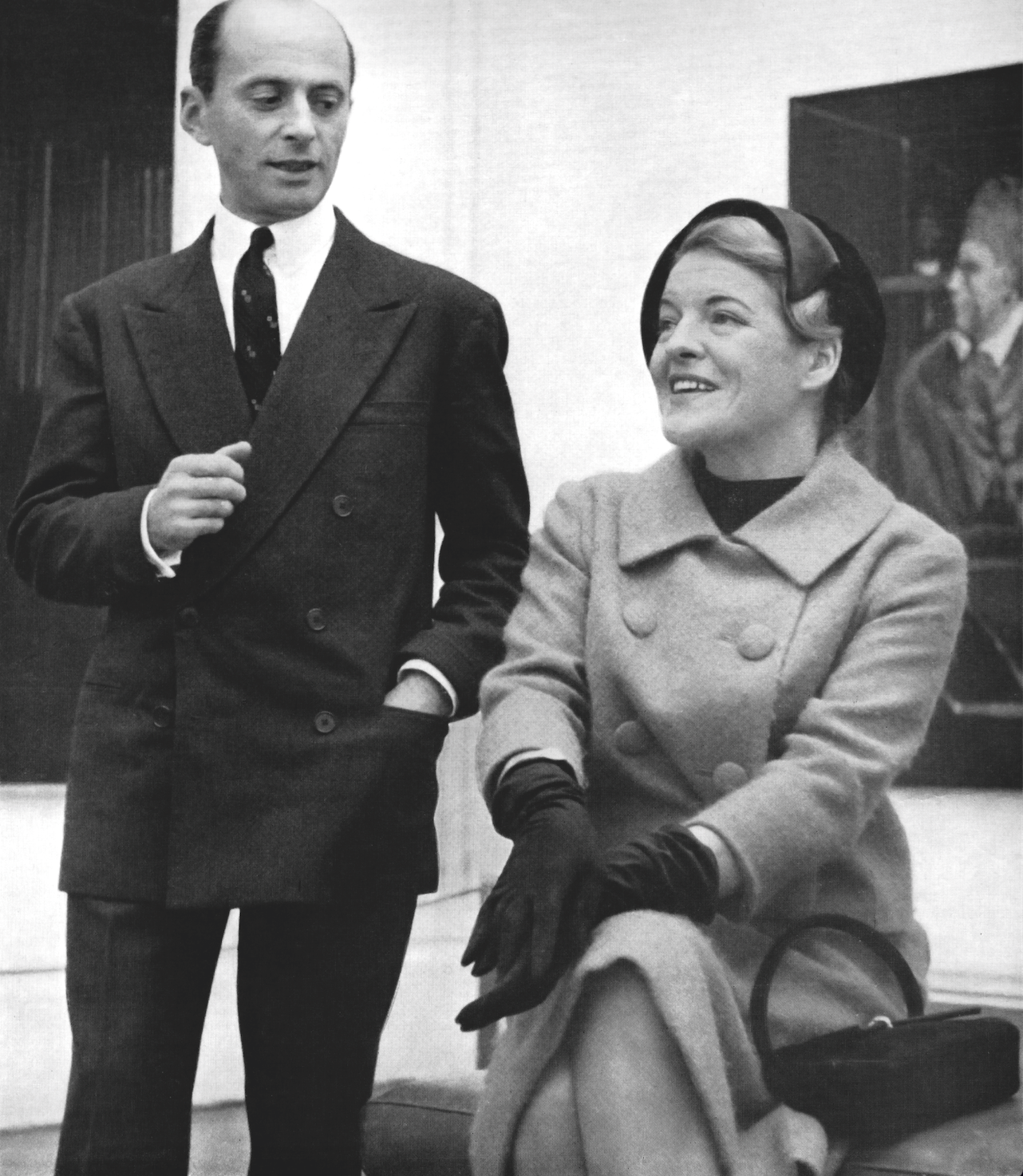
Gigi en Bertie Urvater in 1958

Joseph-Berthold (Bertie) baron Urvater (Antwerpen, 1 juli 1910 - Vorst, 15 september 2003) was een diamantair en kunstverzamelaar.

## Biografie
Urvater was een zoon van Mozes Urvater en Gisela Bauernfreund. Hij behaalde een licentiaat in de Afrikaanse en financieel-economische wetenschappen. Daarna werkte Urvater als diamantair in zijn geboortestad. In Frankrijk ontmoette hij in 1947 de Parijse Gaëtane-Gilberte Consiglio (1920-2010) met wie hij in 1948 trouwde; zij was toen gescheiden van Maurice de Temmerman. Het echtpaar begon samen een collectie van moderne kunst op te bouwen, een verzameling waarmee Urvater zelf al eerder was begonnen. De collectie omvatte werken van vele grote kunstenaars, zoals Max Ernst, René Magritte, Paul Delvaux of van de Cobra-kunstenaars. Zij leenden vaak kunstwerken uit aan de grote musea in Europa. In 1960 gaven zij opdracht aan architect André Jacqmain een villa te bouwen in Sint-Genesius-Rode waar de collectie kon worden ondergebracht. Nadat Urvater zakelijke problemen kreeg met de Zuid-Afrikaanse diamantairsfirma De Beers, vertrok het echtpaar naar Parijs; de Villa Urvater werd verkocht en diende tientallen jaren als ambassade van Zaïre. In Parijs zetten zij hun verzamelaarsleven voort waarbij zij ook bevriende kunstenaars ontvingen. Later woonde het echtpaar op Mallorca maar keerde terug naar België waar zij in latere jaren hun collectie begonnen te verkopen en een deel weg te schenken.
Urvater was lid van verschillende commissies van de Koninklijke Musea voor Schone Kunsten van België.
Op 20 januari 1972 werd Urvater verheven in de erfelijke adel en kreeg daarbij de persoonlijke titel van baron; aangezien hij geen nageslacht had, stierf met hem dit 'adellijke geslacht' uit. Hij was drager van verscheidene onderscheidingen, waaronder het commandeurschap in de Leopoldsorde.
De collectie is inmiddels verspreid geraakt over de hele wereld. Danièle de Temmerman, stiefdochter van Urvater, initieerde een boek over het echtpaar en hun collectie dat in 2013 verscheen.
De Villa Urvater, die door Jacqmain als een van zijn belangrijkste werken wordt beschouwd, is inmiddels beschermd monument nadat begin jaren 2000 de villa gesloopt dreigde te worden.